# Odznaka Honorowa za Zasługi dla Skarbowości Rzeczypospolitej Polskiej
Odznaka Honorowa za Zasługi dla Skarbowości Rzeczypospolitej Polskiej – polskie resortowe odznaczenie cywilne nadawane przez ministra właściwego do spraw finansów publicznych, nadawane w latach 2012–2018.

## Zasady nadawania
Odznaka została ustanowiona rozporządzeniem Rady Ministrów z dnia 10 kwietnia 2012 roku (ogłoszonym 16 maja 2012 z 14-dniowym vacatio legis) jako zaszczytne wyróżnienie honorowe, nadawane osobom szczególnie zasłużonym dla skarbowości. Odznaka mogła zostać nadana także obywatelom innych państw za zasługi w rozwoju i umacnianiu współpracy międzynarodowej w dziedzinie skarbowości.
Odznaka była przyznawana w dwóch stopniach:
- I stopień – Złota;
- II stopień – Srebrna.

Co do zasady, odznakę nadawano w kolejności stopni, w odstępie co najmniej 5 lat; w uzasadnionych przypadkach od tych zasad można było jednak odstąpić.
Odznakę nadawał minister właściwy do spraw finansów publicznych z inicjatywy własnej lub na wniosek ministrów, kierowników urzędów centralnych, organów administracji rządowej w województwie oraz kierowników polskich przedstawicielstw dyplomatycznych i urzędów konsularnych. W przypadku nadania odznaki osobie nieposiadającej obywatelstwa polskiego, nadanie odznaki odbywało się w porozumieniu z ministrem właściwym do spraw zagranicznych.
Nadanie potwierdzano dyplomem i legitymacją wręczaną łącznie z odznaką. Wręczenia dokonywał minister właściwy do spraw finansów publicznych lub osoba przez niego upoważniona. Odznakę noszono na lewej piersi po odznaczeniach państwowych.

## Opis odznaki
Odznakę stanowił medal okrągły, metalowy o średnicy 33 mm, z uszkiem i kółkiem do zawieszenia. Na stronie licowej znajdował się wizerunek godła państwowego, wokół którego rozmieszczony był dekoracyjny ornament, symbolizujący zwój papieru przechodzący w górnej części w liście akantu. W dolnej części znajdował się napis: RZECZPOSPOLITA POLSKA. Na stronie odwrotnej umieszczony był poziomy, pięciowersowy napis: ZA ZASŁUGI DLA SKARBOWOŚCI RP, wokół którego rozmieszczono ornament.
Medal był zawieszony na wstążce z rypsu jedwabnego, o szerokości 35 mm, w kolorze ciemnogranatowym, mającej po brzegach symetrycznie połączone czerwone i białe paski o szerokości 4 mm.
Odznakę zniesiono 6 stycznia 2018 na podstawie rozporządzenia Rady Ministrów z dnia 22 grudnia 2017.

## Odznaczeni
Lista niektórych odznaczonych:
- Marcin Łoboda (odznaka srebrna)